# Đảo Providencia
đảo Providencia là một khu tự quản thuộc tỉnh San Andrés y Providencia, Colombia. Thủ phủ của khu tự quản đảo Providencia đóng tại Providencia Khu tự quản đảo Providencia có diện tích 19 ki lô mét vuông. Đến thời điểm ngày 28 tháng 5 năm 2005, khu tự quản đảo Providencia có dân số 3840 người.